# 齐纳尔红峰

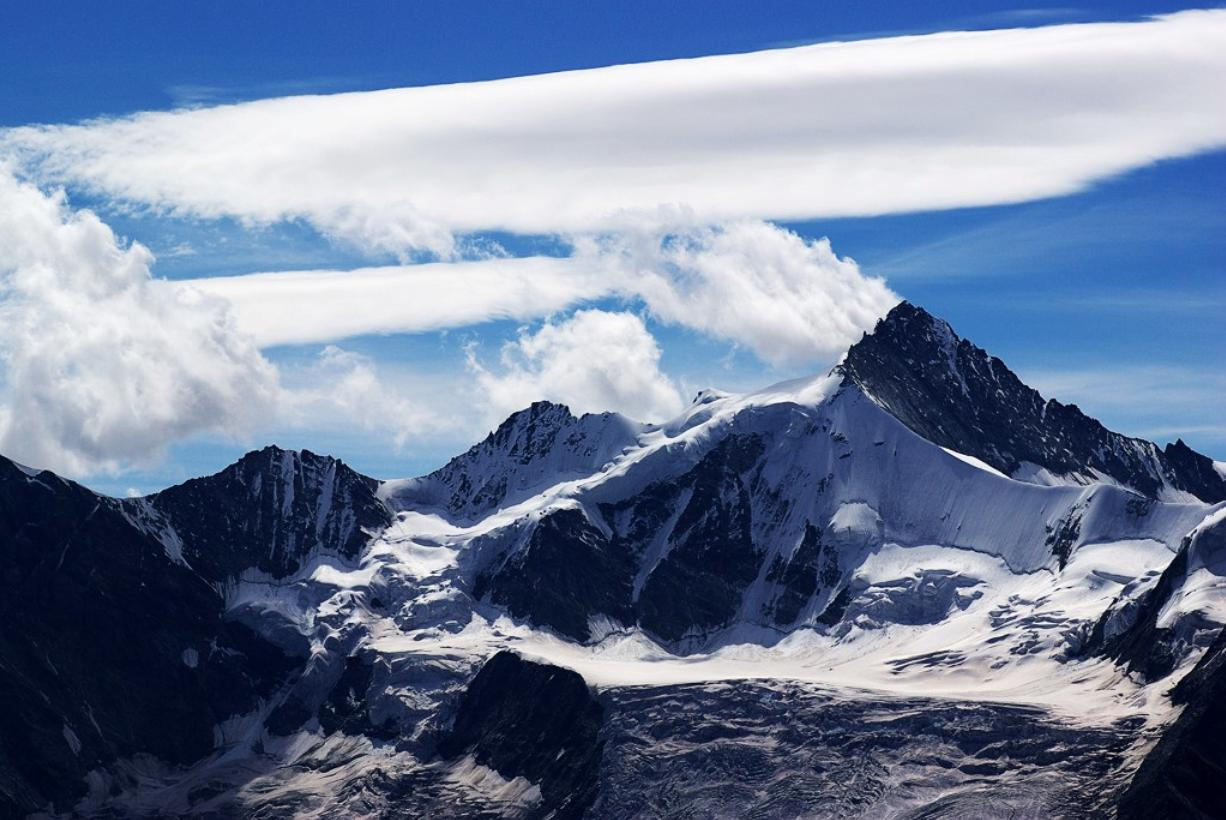

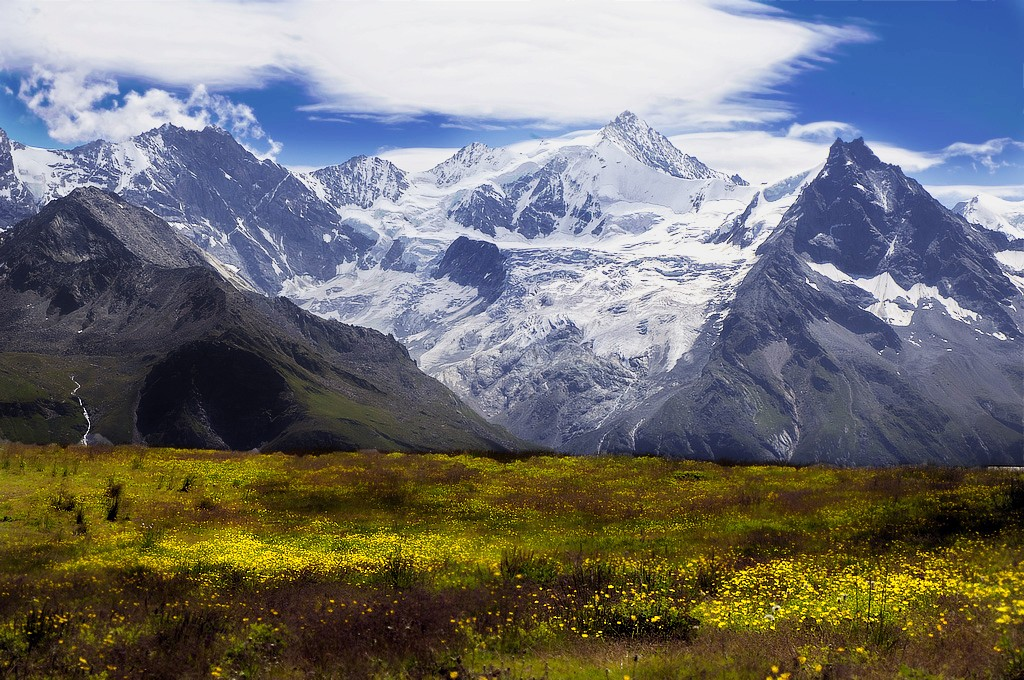

46°3′53″N 7°41′24″E / 46.06472°N 7.69000°E
齐纳尔红峰（德語：Zinalrothorn）是瑞士的山峰，位於該國南部，由瓦萊州負責管轄，屬於彭尼内山的一部分，海拔高度4,221米，人類在1864年8月22日首次登上該山峰。